# Olhar Indiscreto
Olhar Indiscreto és una minisèrie brasilera de drama produïda per Netflix en societat amb Morena Filmes. Compta amb guió de Camila Raffanti i direcció de Luciana Oliveira, Fabrizia Pinto i Letícia Veiga, i es va estrenar l'1 de gener de 2023. S'ha subtitulat al català.
La minisèrie de deu capítols conta la història de la hacker Miranda, que gaudeix espiant la prostituta Cléo, la seva veïna. Però quan els camins de totes dues es creuen, un assassinat canvia la destinació de Miranda per sempre.

## Repartiment
| Intèrpret         | Personatge     |
| ----------------- | -------------- |
| Débora Nascimento | Miranda        |
| Emanuelle Araújo  | Cléo           |
| Nikolas Antunes   | Fernando       |
| Ângelo Rodrigues  | Heitor         |
| Débora Duarte     | Dona Esther    |
| Tânia Alves       | Vitória        |
| Lane Compton      | Heitor         |
| Sacha Bali        | Rafael         |
| Tóia Ferraz       | Helena         |
| Tyler Shamy       | Teddy Polhemus |
| Renata Guida      | Zoe Braun      |
| Gabriela Moreyra  | Diana          |